# Johann Ignaz Ludwig Fischer
Johann Ignaz Ludwig Fischer est une basse allemande. Il est né le 18 août 1745 à Mayence. Il est mort le 10 juillet 1825 à Berlin.
Il a fait ses débuts à Mayence, puis il chante à Mannheim où il rencontre le ténor Anton Raaff auprès duquel il se forme et gagne un style proche de l'école italienne. Fischer entre dans la chapelle musicale du prince électeur Carl-August.
En 1780, il travaille à Vienne au Burgtheater où il participe à la création de L'Enlèvement au sérail de Mozart dans le rôle d'Osmin. Mozart lui confie la création de l'air Cosi dunque rimorsi atroci - Aspri rimorsi atroci, K. 432. 
Après avoir obtenu des succès en France et en Italie, il revient à Vienne où Mozart écrit pour lui Alcandro lo confesso - Non so d'onde viene, K. 512. Fischer s'est également illustré dans Sarastro (la Flûte enchantée) ou Don Giovanni.
Il est considéré comme la plus grande basse allemande de son temps, doté d'un ambitus de plus de trois octaves, avec des graves entrés dans la légende, mais aussi une grande capacité d'ornementation.
Fischer a composé des airs, pour l'essentiel perdus, dont l'air de virtuosité sur le thème d'une chanson à boire allemande : "Im kühlen Keller sitz ich hier".
Fischer, marié à Barbara Strasser, chanteuse formée auprès de Giorgetti, eut trois enfants musiciens : Anton Joseph, basse également et compositeur de lieder, et deux filles Josefa et Wilhelmine.